# 1964년 영국 총선
1964년 영국 총선은 1964년 10월 15일에 영국 하원의 의원 630명을 선출하기 위해 실시되었다. 이 선거에서 노동당은 1951년 총선 이후 13년 만에 정권 교체에 성공하나 과반수보다 2석 앞서는 결과를 득표해 2년 뒤에 재선거를 치르게 되었다.
선거 전 보수당의 해럴드 맥밀런은 높은 인기로 집권하고 있었으나 프러퓨모 사건으로 인해 1963년 사퇴하게 되고 그 뒤를 이어 앨릭 더글러스흄이 집권하게 된다. 같은 해 노동당은 대표였던 휴 게이츠켈이 갑작스럽게 사망하면서 대표에 해럴드 윌슨이 취임하게 된다. 윌슨은 주로 귀족 출신의 상류층이었던 보수당 지도부와 차별화를 두기 위하여 TV쇼에 여러번 출연하는 이미지 전략을 구사하였고 이는 패배할 것으로 예측되었던 노동당이 접전 끝에 승리하는데 일조하였다.
정당별 의석수
| 정당   | 의석수 |
| ------ | ------ |
| 노동당 | 317    |
| 보수당 | 304    |
| 자유당 | 9      |
| 합계   | 630    |

정당 득표율
| 정당              | 득표수     | 득표율 |
| ----------------- | ---------- | ------ |
| 노동당            | 12,205,808 | 44.1%  |
| 보수당            | 12,002,642 | 43.4%  |
| 자유당            | 3,099,283  | 11.2%  |
| 웨일스당          | 69,507     | 0.3%   |
| 스코틀랜드 국민당 | 64,044     | 0.2%   |
| 공산당            | 46,442     | 0.2%   |
| 공화노동당        | 14,678     | 0.1%   |